# 奇蹟創世紀精選
奇蹟創世紀精選，是臺灣男歌手兼唱作人張宇的第十一張專輯，首張精選輯，在2000年正式發行。
2000年－【奇蹟創世紀精選】由喜得製作，EMI發行。
- 01.奇蹟

- 02.走路有風

- 03.小小的太陽

- 04.消息

- 05.桂花釀

- 06.猜心

- 07.長頭髮

- 08.情有獨鍾

- 09.曲終人散

- 10.一言難盡

- 11.不過少個人來愛

- 12.愛情條約

- 13.用心良苦

- 14.月亮惹的禍

- 15.圓謊

- 16.一個人的天荒地老

- 17.整個八月

- 18.今夜寒風冷酸酸

- 19.千金難買

- 20.單戀一枝花

- 21.責任

- 22.小妹